# Musculus levator nasolabialis
Musculus levator nasolabialis (lateinisch für „Nase-Lippen-Heber“) ist ein mimischer Muskel bei Säugetieren mit Ausnahme der Primaten. Es handelt sich um einen dünnen flächigen Muskel, der unterhalb der Augenhöhle am Nasenbein entspringt. Er strahlt in die Oberlippe und den Nasenflügel ein. Er hebt die Oberlippe an und erweitert die Nasenöffnung. Er wird wie alle mimischen Muskeln vom Nervus facialis innerviert, genauer von dessen Nervus auriculopalpebralis.